# Monastero di Santa Maria Assunta (Cairate)
Il monastero di Santa Maria Assunta è un ex monastero sito nel comune di Cairate, in provincia di Varese, oggi adibito a museo e area espositiva. La sua edificazione, promossa da re Liutprando, risale al 737 e proseguì in epoche successive con numerose modifiche, che proseguirono quando nel 1801 l'edificio fu acquistato da tre privati, che lo adibirono ad uso abitativo. Oggi il complesso è di proprietà della provincia di Varese.

## Storia

### Epoca romana e tardoantica: l'uso agricolo
L'area su cui oggi sorge il monastero, in epoca romana era occupata da una fattoria, una villa rustica a due ali disposte a L che delimitavano un cortile, chiuso da un muro di cinta sul lato che affacciava sul fiume Olona, che all'epoca era in parte navigabile e consentiva il trasporto delle merci.
Nell'area oggi occupata dalla chiesa era situato un granaio scandito internamente da setti murari rivestiti in malta bianca e con pavimentazione in laterizi e cocciopesto. La costante presenza di acqua usata per le attività produttive del rustico era garantita a cisterne che raccoglievano l'acqua piovana e da un fossato che correva a ovest del fabbricato e che si riforniva di acqua grazie a una sorgente naturale sita poco più a nord; le acque venivano poi incanalate in un secondo fossato posto a settentrione e, dopo un salto, finivano a congiungersi con le acque del fiume.
Nel cosiddetto cortile di San Pancrazio, posto a nord rispetto all'attuale chiostro, sono stati rinvenuti i resti di una necropoli.
All'inizio dell'età tardoantica la villa subì importanti interventi di ristrutturazione che interessarono soprattutto il corpo meridionale. Il granaio fu smantellato e affiancato da una struttura, probabilmente una torre, costituito da robuste murature in pietra. Il nuovo complesso era probabilmente sviluppato su due piani. L'area precedentemente utilizzata come necropoli fu livellata e destinata a orto cintato.

### IV-VI secolo: la prima chiesa
Il complesso agricolo sopra descritto rimase in uso per tutto il IV secolo, quando l'area del cortile affacciata sull'Olona venne gradualmente a cambiare uso: si formò una necropoli che si sviluppò fino al VI secolo. È ipotizzabile, per via di alcuni ritrovamenti archeologici nella necropoli, per la probabile presenza di una torre e per la posizione favorevole sulla valle Olona e non distante da Castelseprio, che la villa ospitasse un castrum.
La necropoli vedeva due nuclei distinti: uno composto da un mausoleo e da un secondo edificio a pochi metri di distanza verso nord; l'altro con una ventina di tombe disposte sull'asse nord-sud lungo il muro di cinta orientale. Le sepolture erano costituite da casse in muratura o semplici fosse nel terreno coperte da lastre in pietra o tegoloni disposti a doppio spiovente. In queste sepolture, oltre a resti ossei mal conservati, sono stati rinvenuti tegami e olle in ceramica, olpi, fibbie per cinture, coltelli, cesoie, chiodini per calzature, punte di freccia e, in una sepoltura, due monete. Questi corredi permettono di datare le sepolture tra il IV e il V secolo, anche se sono presenti altre sepolture, prive di corredo, risalenti al tardo VI secolo.
Tra la fine del V e l'inizio del VI secolo, in seguito alla distruzione del sopracitato granaio e alla ristrutturazione degli edifici che componevano la villa rurale, venne ricavata all'interno di un'ala del complesso una piccola chiesa funeraria di cui oggi restano alcune tracce come l'abside e parte del muro di facciata e dei setti perimetrali a nord e sud. Alcune sepolture erano disposte immediatamente all'esterno dell'abside, mentre altre erano disposte al suo interno, in sarcofagi interrati. Questa chiesa rimase utilizzata senza sostanziali modifiche per gran parte dell'alto medioevo.

### Dalla fine del VI all'VIII secolo: la conquista longobarda e la nuova classe dirigente

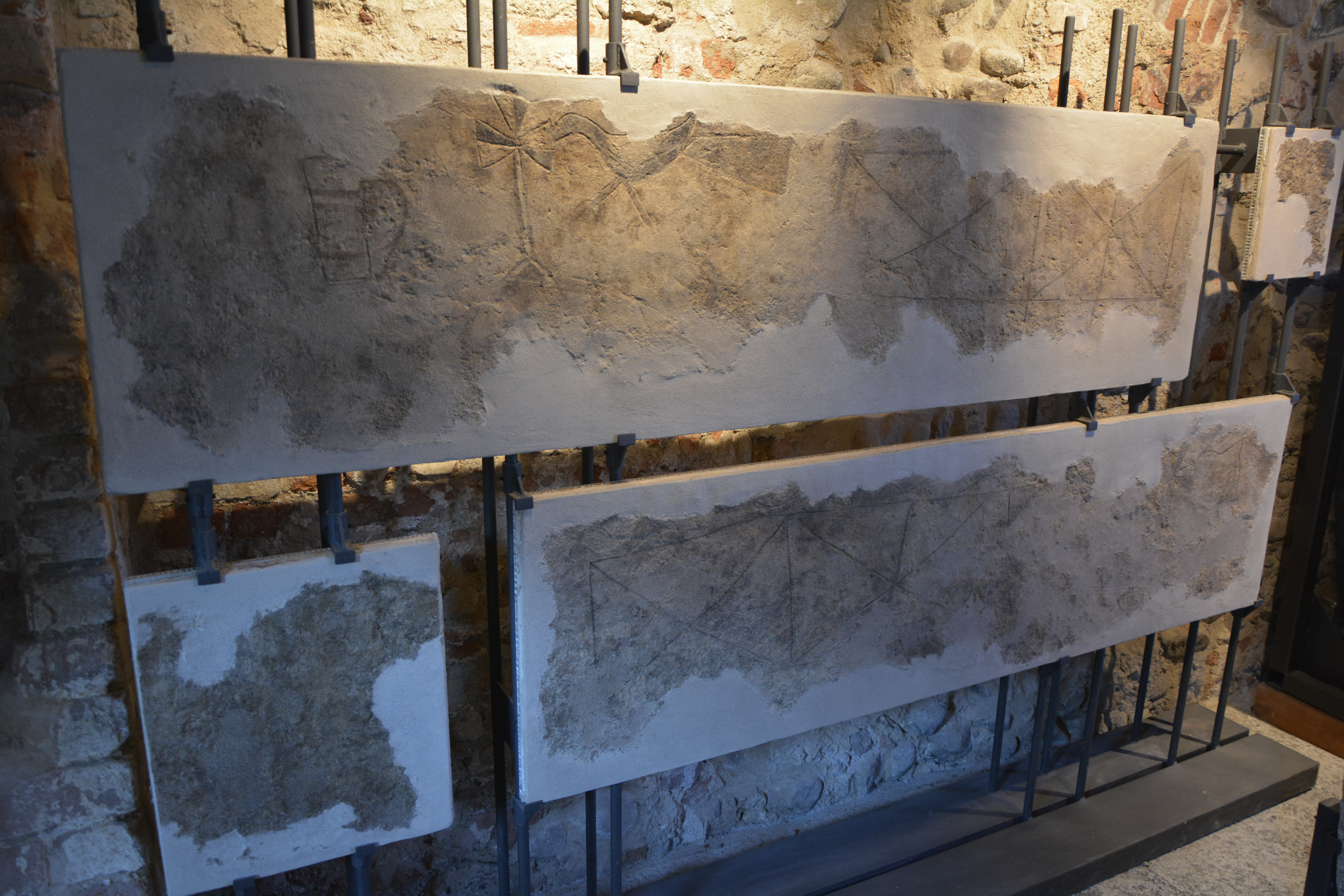
La tomba a vasca dipinta internamente.

I territori del Varesotto e del Ticinese videro l'occupazione dei longobardi in epoca più tarda rispetto al resto della penisola italiana. Dopo un decennio di anarchia senza un re, sotto i regni di Autari e Agilulfo (dal 584 al 616) i longobardi dovettero conquistare nuovi territori per rafforzare i propri confini. Il Seprio era una zona strategica visti gli importanti collegamenti stradali da Milano ai laghi e alla Svizzera e qui vennero posti al governo alcuni funzionari di nomina regia. È a questo periodo dell'VIII secolo che risalgono numerosi documenti che testimoniano la presenza di possedimenti terrieri della classe nobiliare nel territorio del Seprio e dell'Altomilanese: si trattava principalmente di una classe nobiliare che affiancava i funzionari regi nel governo del territorio e di famiglie di mercanti che ne sfruttavano le abbondanti risorse.
Negli anni successivi alla conquista longobarda del Seprio, l'area settentrionale della necropoli di Cairate mantenne la sua funzione funeraria e fu realizzata un'area sepolcrale, contigua alla chiesa, riservata agli individui appartenenti ai ceti più elevati, dove le sepolture erano realizzate in parte utilizzando alcune strutture tombali precedenti. Furono in seguito posizionate nuove sepolture sull'asse est-ovest, perpendicolarmente a quelle più antiche che correvano lungo la cinta affacciata sul fiume Olona. Si trattava probabilmente (a causa della vicinanza delle tombe) di un'area recintata riservata a un gruppo familiare appartenente all'aristocrazia caratterizzata da una tomba dipinta e da un'altra sepoltura imponente posta centralmente rispetto al gruppo.

### Fino al IX secolo: il primo nucleo monastico

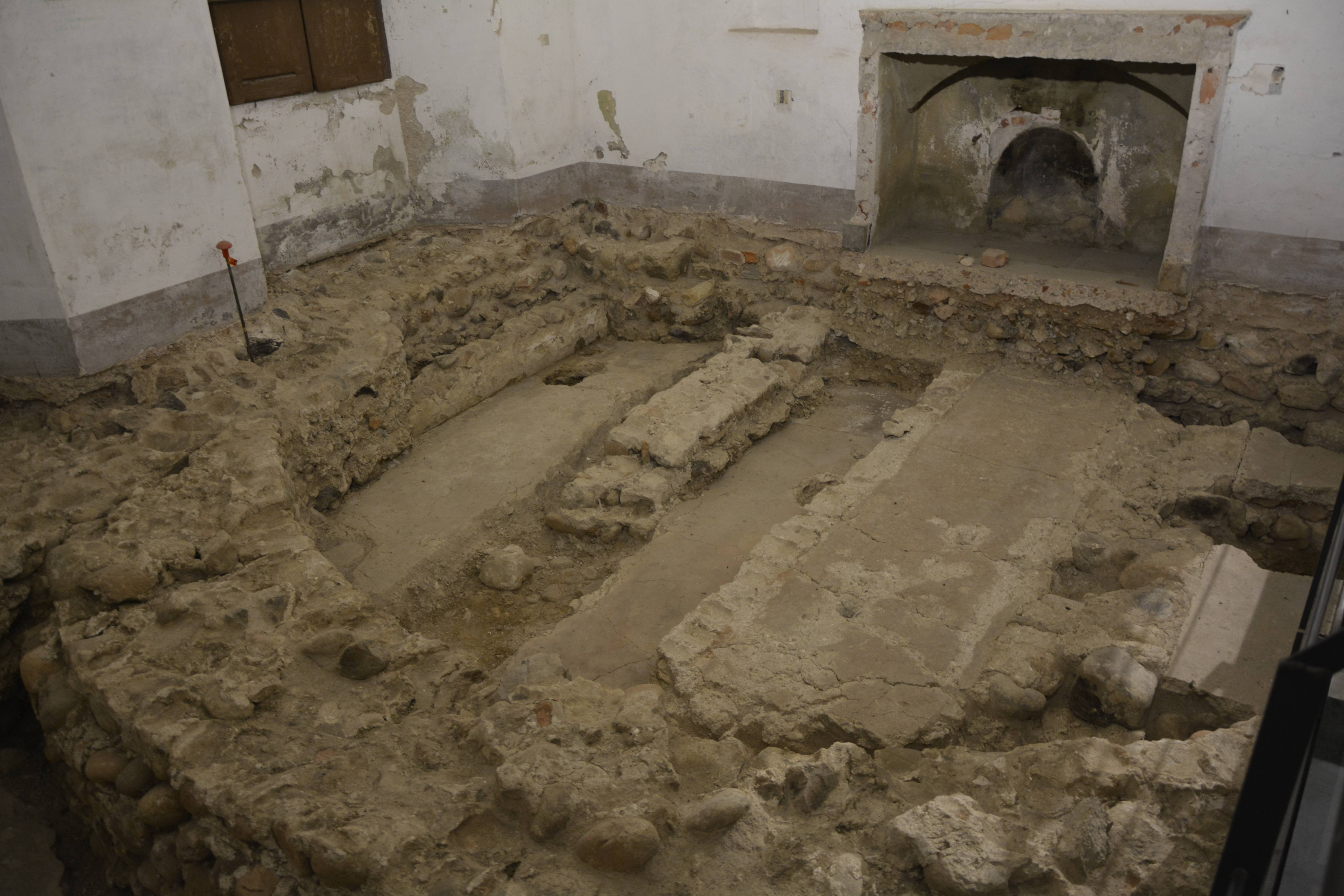
I resti dell'abside della chiesa.

Le modificazioni edilizie al complesso edilizio iniziate nel VII secolo perdurarono fino al IX secolo: sull'area meridionale della necropoli furono realizzati alcuni edifici in edilizia povera e probabilmente furono riutilizzate anche alcune strutture dell'antico complesso della villa rurale, dove si andò a insediare il primitivo nucleo monastico. 
Il monastero venne fondato da re Liutprando, che lo assoggettò al vescovo di Pavia, tanto che rimase dipendenza extradiocesana pavese fino al 1799.
Al mausoleo quadrangolare posto al centro dell'insediamento fu aggiunto un'abside a est e divenne il nuovo oratorio funerario, dove vennero sepolte esclusivamente donne, probabilmente le prime monache. La piccola chiesa posta a sud non subì importanti modifiche strutturali, ma al suo esterno fu impiantato un ampio cimitero caratterizzato da una stratificazione di sepolture.
Sul finire dell'epoca longobarda crebbero sia l'abitato di Cairate sia la comunità monastica e divenne necessario ingrandire la chiesa meridionale; l'oratorio fu abbandonato e anche le monache iniziarono ad essere sepolte nell'area esterna alla chiesa.

### XI-XII secolo: il monastero romanico
A partire dall'XI secolo iniziò un importante processo di rinnovamento del monastero. In particolare, fu ampliata la chiesa e il complesso fu organizzato intorno a un chiostro centrale quadrato attorno al quale furono realizzati nuovi edifici destinati alla vita monastica, con spazi destinati all'alloggio, alla preghiera e al lavoro.
Nell'area settentrionale, nota con il nome di Cortile di San Pancrazio, venne ricostruita la cinta muraria affacciata sul fiume Olona e l'ala occidentale fu interessata da importanti interventi edilizi. Dell'apparato decorativo di quest'epoca rimangono alcuni elementi scultorei oggi conservati nei musei di Milano e Gallarate.
Nell'XI secolo fu ampliata la chiesa con l'aggiunta della navata meridionale absidata e un nuovo ingrandimento fu attuato nel XII secolo: la chiesa assunse così l'assetto a tre navate scandite da pilastri e terminanti con tre absidi, di cui la centrale di più grandi proporzioni. Al suo interno furono poste poche sepolture, una delle quali al centro della navata centrale. All'esterno della chiesa, a ovest della facciata, era collocato un cimitero destinato alla popolazione del borgo.
Si ipotizza che la cucina del monastero, il refettorio, la sala capitolare e la lavanderia delle monache fossero posti nelle ale di nord ed est, mentre non è chiara la disposizione degli ambienti nelle aree di sud e ovest. I locali di servizio, l'infermeria, gli spazi per le attività artigianali, la foresteria, le stalle, i magazzini e gli alloggi per i famigliari delle monache erano posti in spazi affacciati sul Cortile di San Pancrazio.
La chiesa era aperta alla popolazione del borgo, con un ingresso ancora esistente a ovest, ma era anche presente una parte antistante il coro riservata esclusivamente alle monache.
Nel 1176 l'esercito imperiale era acquartierato nei pressi del borgo di Cairate e molto probabilmente Federico Barbarossa trascorse la notte nella foresteria del monastero prima della battaglia di Legnano.

### Durante il Rinascimento

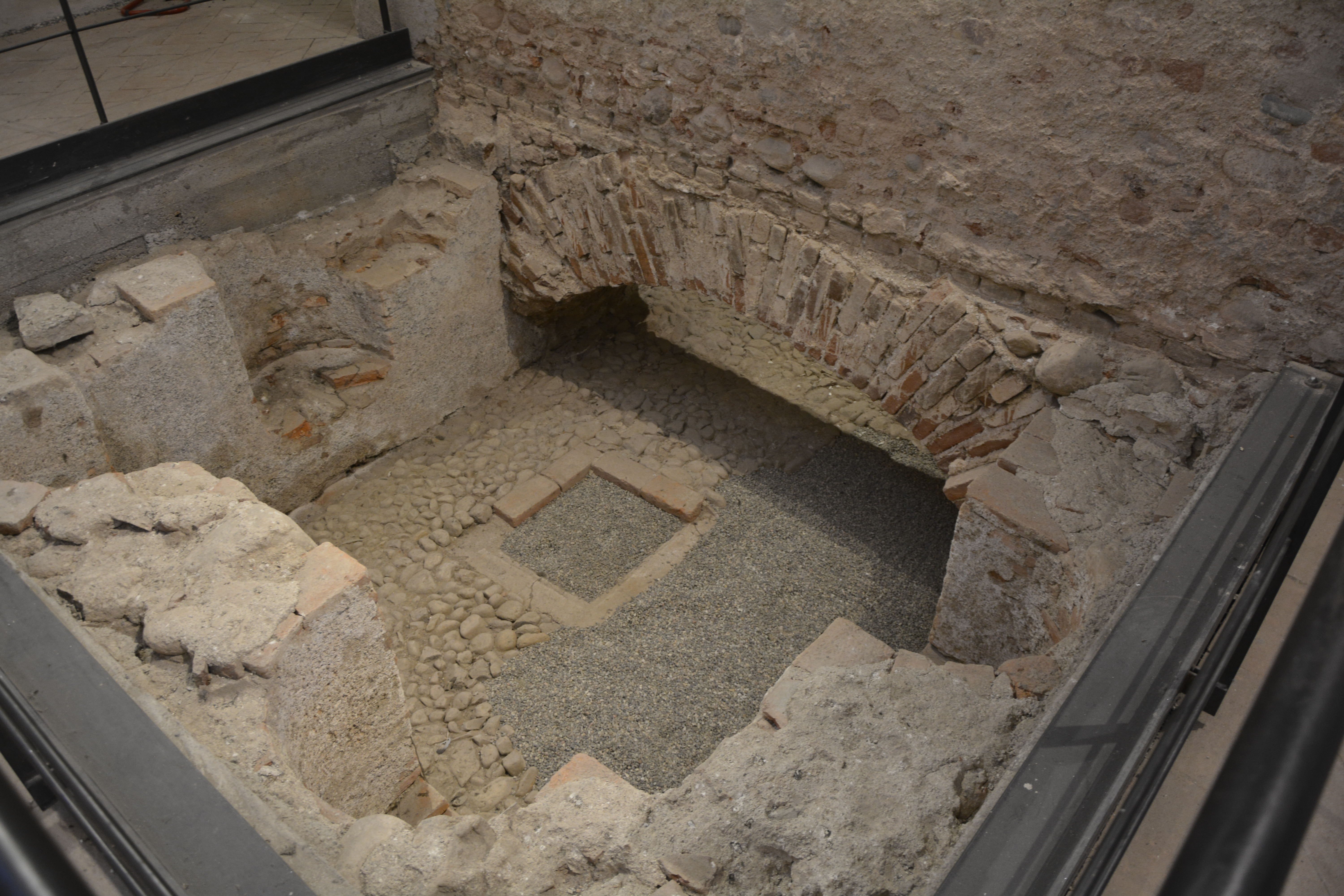
La cripta sepolcrale nella chiesa.

La chiesa già rimaneggiata nel XII secolo fu trasformata prima del 1560 (periodo in cui Aurelio Luini realizzò il suo affresco dell'Assunzione della Madonna) per separare completamente i luoghi di vita delle monache dall'esterno secondo le regole della Controriforma, che rafforzò le regole della clausura. Risale alla stessa epoca la cripta sepolcrale posta nel medesimo ambiente. Nel 1579 il cardinale Ippolito de' Rossi, vescovo della diocesi di Pavia sotto cui ricadeva il monastero di Cairate, effettuò qui una visita e impose modifiche a porte e finestre, oltreché alla condotta morale delle monache.
La chiesa venne divisa in due parti: a est una piccola aula riservata alle monache e a ovest una seconda aula per la comunità del borgo. Già dal 1564 la chiesa del monastero non era più la parrocchiale di Cairate, ma continuò a servire come chiesa funeraria.
Fu durante questi interventi che la badessa Antonia Castiglioni fece elevare l'ala sudorientale di un piano creando un appartamento dotato di una stanza privata con camino e "comoda" (ovvero un sedile forato ad uso di gabinetto). Di grande interesse l'apparato pittorico che corre lungo la parte alta delle quattro pareti di questa stanza, che per i soggetti raffigurati le ha dato il nome di "stanza della musica".

### XVII-XIX secolo

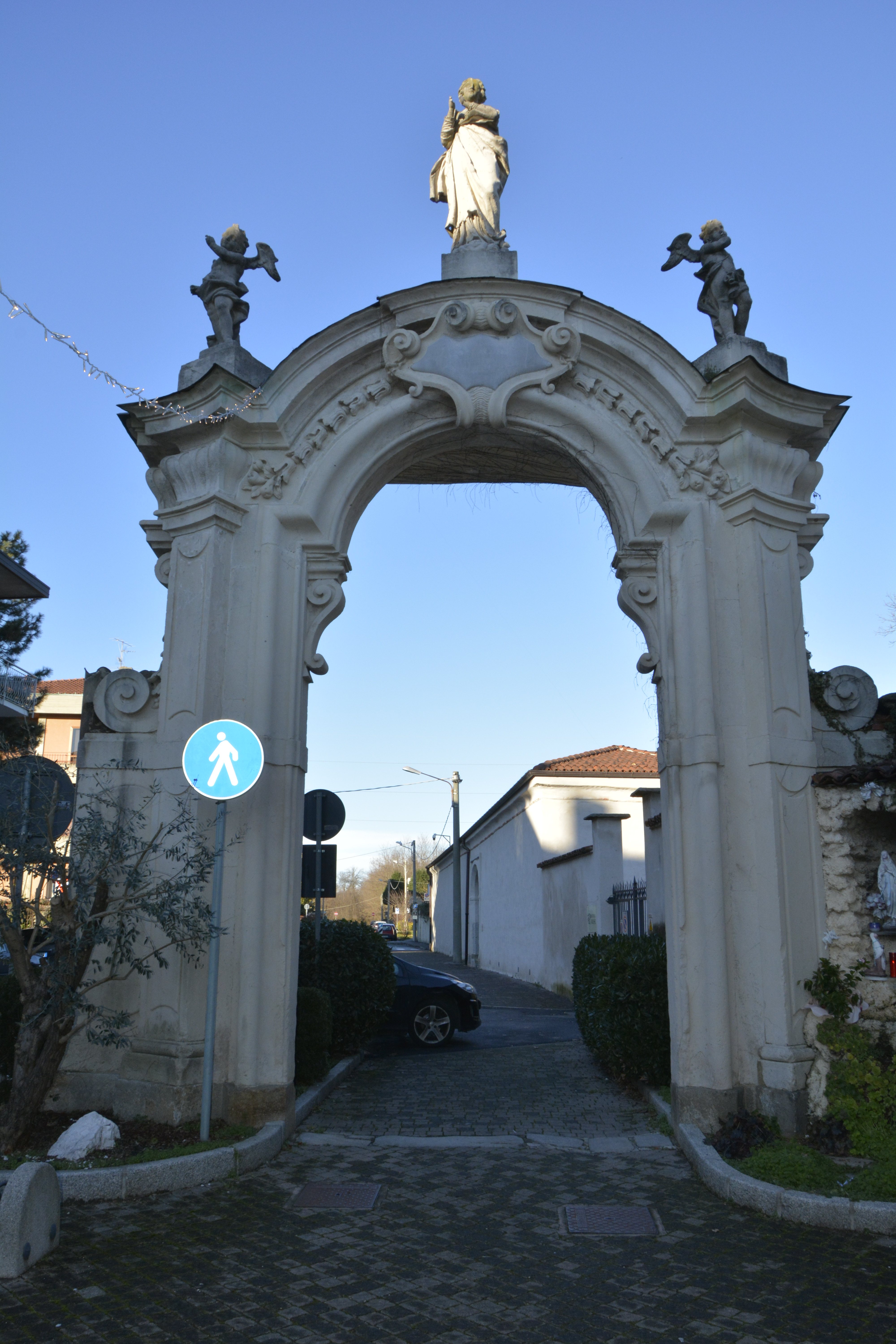
L'arco trionfale settecentesco.

Nel XVII secolo il monastero subì un ulteriore ampliamento. Risale invece al 1710 l'arco ancora oggi visibile all'esterno del complesso, che fungeva da ingresso trionfale del convento. L'altare barocco della chiesa risale invece al 1724.
Il 4 febbraio 1799 l'ente religioso fu soppresso su ordine di Napoleone e nel 1801 l'edificio e i terreni furono acquistati da tre nuovi proprietari privati: Gaspare Ponzoni, Gaetano Belloni e Giovanni Girondelli, che ne modificarono l'assetto per adeguarlo agli usi abitativi. Tra i più evidenti interventi di questo periodo c'è la realizzazione di un soppalco in quella che era l'aula della chiesa riservate alle monache e da cui oggi si può ammirare nella sua interezza l'affresco dell'Assunzione della Vergine. A seguito di questi interventi furono ingenti le perdite del patrimonio artistico.

### Il monastero oggi
Nella seconda metà del Novecento il complesso fu acquistato dalle amministrazioni del comune di Cairate e della provincia di Varese che avviarono importanti interventi di restauro conclusisi negli anni 2000. Oggi l'area del monastero intorno al chiostro, di proprietà della provincia, è adibita a museo e area espositiva, mentre il cosiddetto Cortile di San Pancrazio, di proprietà comunale, ospita alcuni uffici municipali e un parco pubblico.

## Architettura e apparato decorativo
Come visto nella sezione precedente, l'odierno monastero di Cairate è il frutto di innumerevoli mutamenti alle strutture avvenuti nel corso dei secoli. Oggi il complesso si mostra con un nucleo centrale quadrangolare sviluppato intorno a un chiostro e disposto su due piani. Qui si trova la parte centrale del museo e degli spazi espositivi. A questo nucleo è affiancato un ulteriore corpo di fabbrica che parte dell'angolo nordorientale dell'edificio principale e che oggi ospita uffici comunali. Un terzo fabbricato si aggancia al medesimo angolo, ma si sviluppa verso ovest anziché verso nord.
Entrando da quello che oggi è l'ingresso del museo, affacciato su un ampio giardino, si accede a un breve corridoio che conduce al chiostro e su cui si aprono la biglietteria del museo, da cui parte il percorso espositivo, a sinistra, e la sala dove sono visibili le fondamenta dell'abside centrale della chiesa del monastero.

### La chiesa

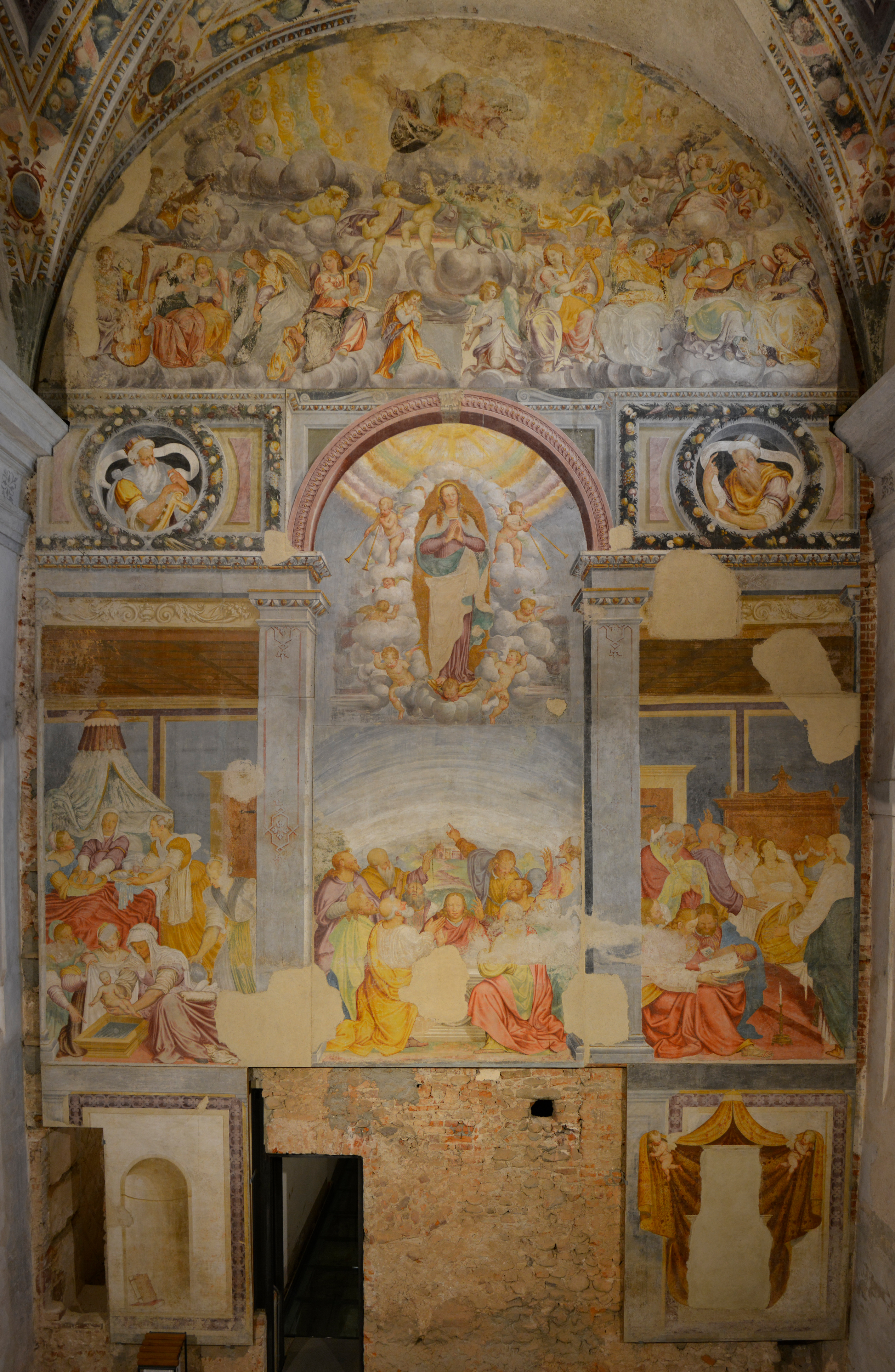
L'affresco dell'Assunzione della Madonna di Aurelio Luini.

La chiesa, che in passato era costituita da tre navate absidate, oggi non è quasi riconoscibile se non fosse per l'altare e per l'apparato pittorico. La navata meridionale non è più visibile e le sue fondamenta si trovano sotto il giardino, mentre le navate centrale e settentrionale sono parte degli spazi espositivi del museo. Passando dalla sala dell'abside della chiesa si accede all'antica aula della chiesa riservata alle monache. Qui l'affresco dell'Assunzione della Madonna di Aurelio Luini ricopre l'intera parete orientale. Procedendo verso ovest si accede a una seconda aula destinata alla popolazione del borgo, dove si trova l'altare maggiore.

#### Gli affreschi della chiesa

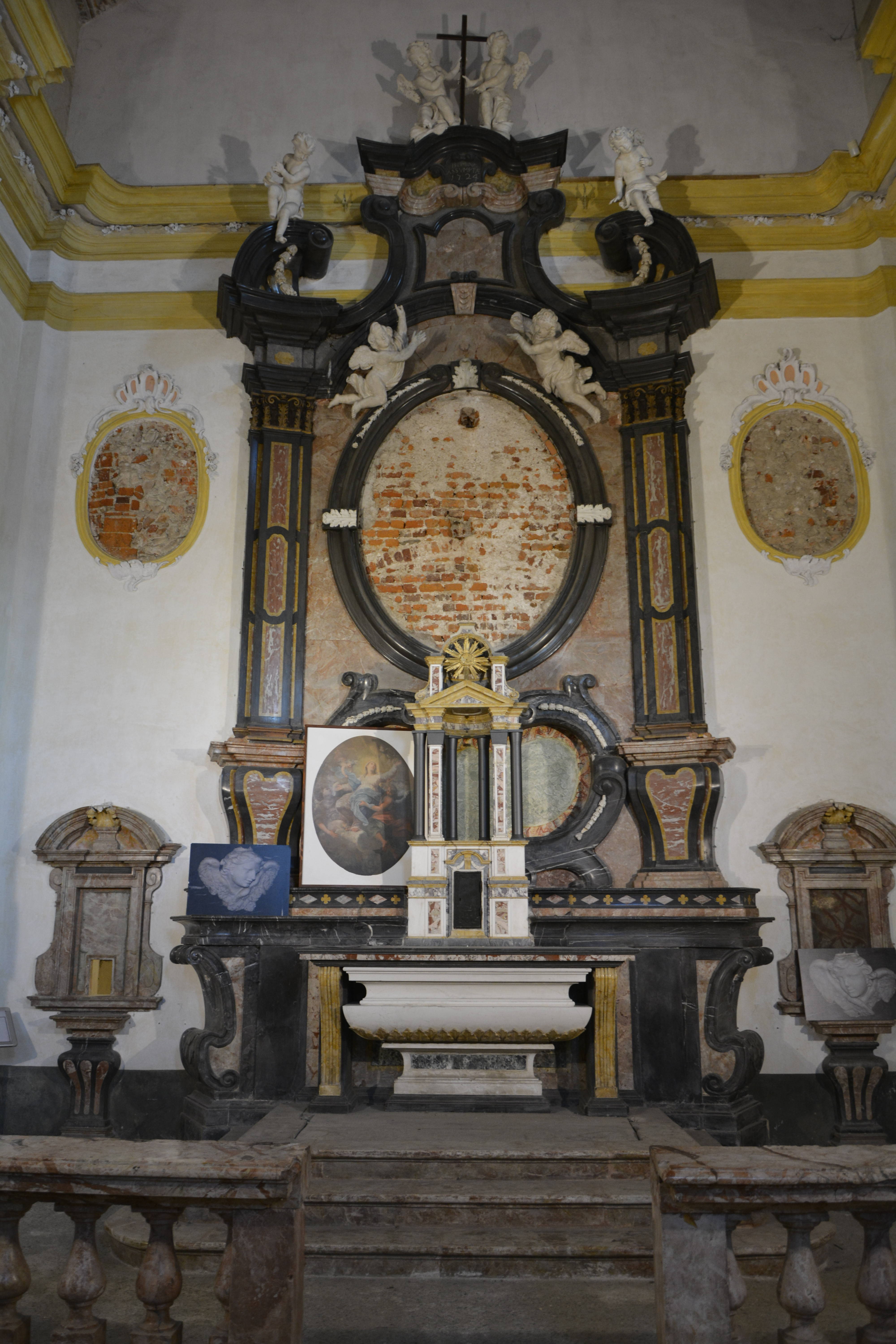
L'altare della chiesa con i tre dipinti mancanti.

L'opera più imponente presente all'interno della chiesa è l'affresco di Aurelio Luini raffigurante l'Assunzione della Madonna al centro di un ciclo di affreschi raffiguranti scene della vita della Vergine e altre scene religiose. Fu realizzato nel 1560 sulla parete dell'aula riservata alle monache.

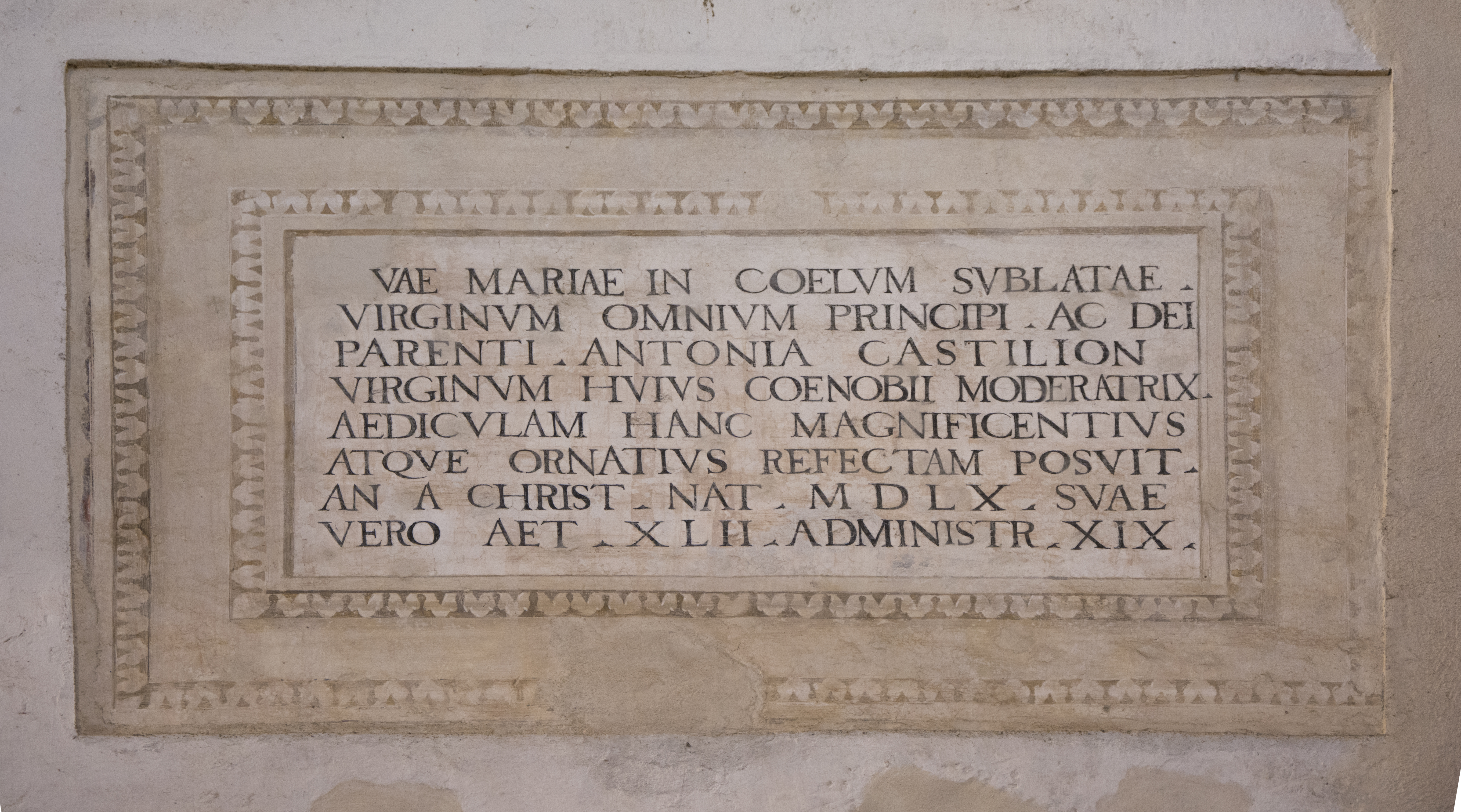
L'epigrafe della badessa Antonia Castiglioni.

Nella stessa stanza è presente un'epigrafe della badessa Antonia Castiglioni, che riporta il testo seguente, in latino:

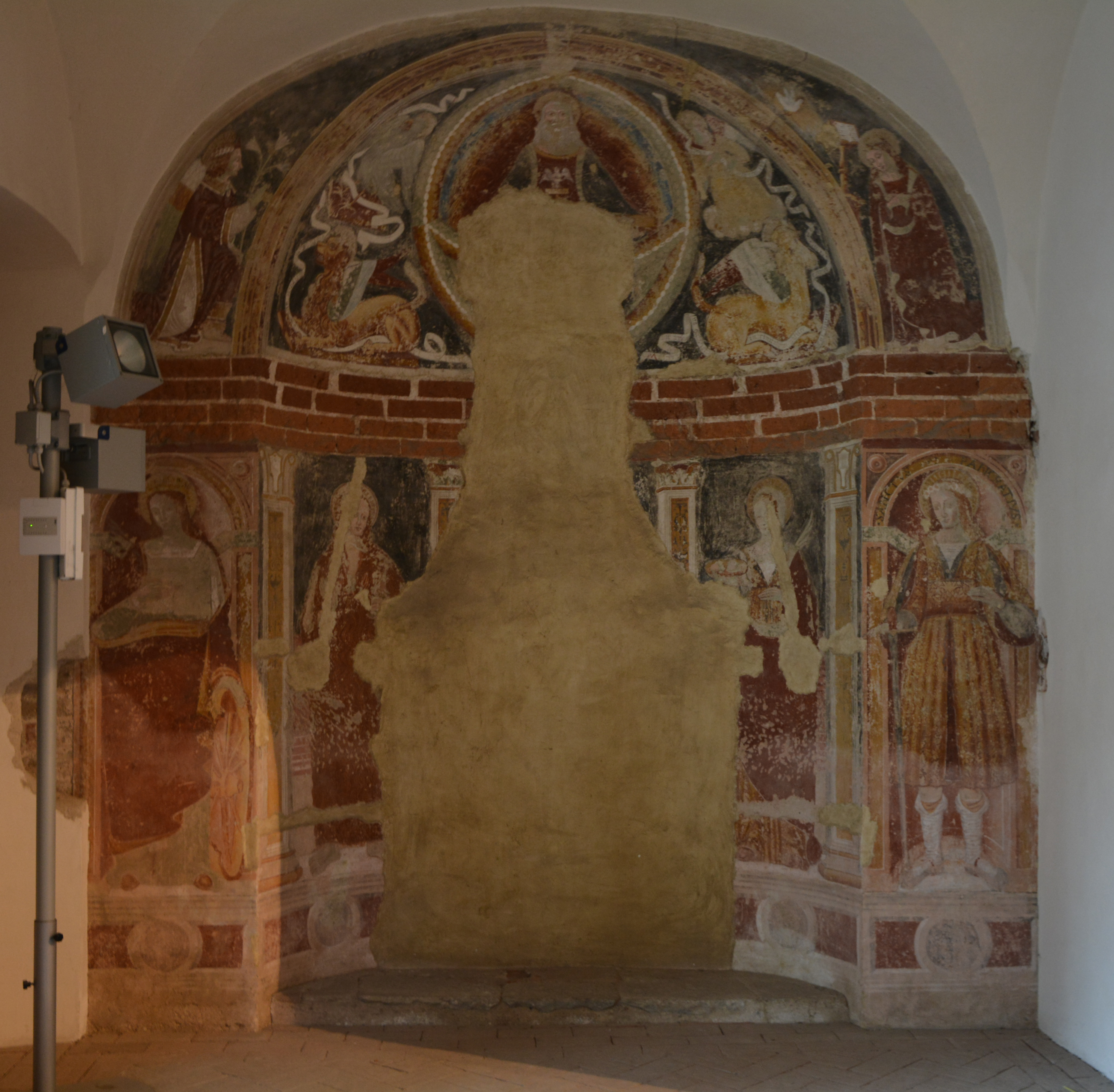
L'affresco di Dio Padre tra gli Evangelisti.

Alle spalle dell'epigrafe, in una stanza che occupa parte dello spazio precedentemente occupato dalla navata settentrionale della chiesa, è ancora visibile l'affresco che era posto nell'abside laterale: si tratta di una raffigurazione di Dio Padre tra gli Evangelisti, opera riferibile all'ambito culturale della bottega lombarda, dove il Dio Padre è rappresentato all'interno di un cerchio attorno al quale si dispongono i personaggi del Tetramorfo, cioè i simboli dei quattro evangelisti. Sul fronte dell'arco sono raffigurati l'Angelo annunciate e la Vergine annunciata, alle spalle della quale si trova un leggio sopra il quale si libra la colomba dello Spirito Santo che illumina la donna con una luce divina. La parte inferiore dell'opera è caratterizzata dalla presenza di due nicchie all'interno delle quali sono raffigurate Santa Caterina d'Alessandria e San Pancrazio. Sulla parete di fondo del catino absidale sono dipinte Maria Maddalena e Sant'Agata con un vassoio su cui sono appoggiati i suoi seni.
Proprio sotto l'iscrizione, invece, ai due lati di un uscio, si trovano due affreschi raffiguranti sue Sibille. Quella di destra è raffigurata nell'atto di scrivere un libro: veste un abito arancione e ha il capo avvolto da un turbante verde che le funge anche da mantello. Indossa un paio di calzari aperti, mentre sopra la sua testa è presente un cartiglio, ormai quasi illeggibile, con le lettere che sembrerebbero comporre la parola LIBICA, identificando l'omonima sibilla. L'affresco di sinistra raffigura invece la sibilla Persica, come lascia intendere l'attributo iconografico del serpente: indossa un abito rosso stretto da cinture sotto il seno e sulle braccia e avvolto da un mantello arancione; l donna è seduta e rivolge lo sguardo all'osservatore.
Alle spalle dell'affresco di Aurelio Luini, invece, si trova una raffigurazione di San Rocco.
Altri tre dipinti erano presenti nell'aula destinata ai cittadini: due più piccoli ai lati dell'altare barocco del 1724 e uno più grande al centro, con la funzione di pala d'altare, tutti e tre di forma ovale. Oggi questi dipinti non sono più presenti: i due laterali sono andati perduti (si sa che quello di sinistra raffigurava una monaca in estasi), mentre quello centrale, raffigurante la Madonna Assunta, è stato trasferito a Varese. A coronamento dell'altare sono presenti anche sei angeli bambini e adolescenti.

### Gli affreschi del chiostro
Nel chiostro è presente un ciclo di affreschi raffiguranti la Via Crucis, in passato attribuito erroneamente a Biagio Bellotti, consistente in quattordici scene raffiguranti le altrettante stazioni della via crucis. Appartengono allo stesso ciclo e sono opera del medesimo autore, altri due affreschi presenti nel chiostro: l'Addolorata e Tobiolo e l'angelo. Tutti questi dipinti sono inquadrati da una cornice rettangolare dipinta che imita il marmo. Sulle loro sommità, al di sopra del profilo superiore ondulato, si trova un cartiglio che riporta il numero della stazione corrispondente e una frase che la descrive, purtroppo ora non sempre leggibili.

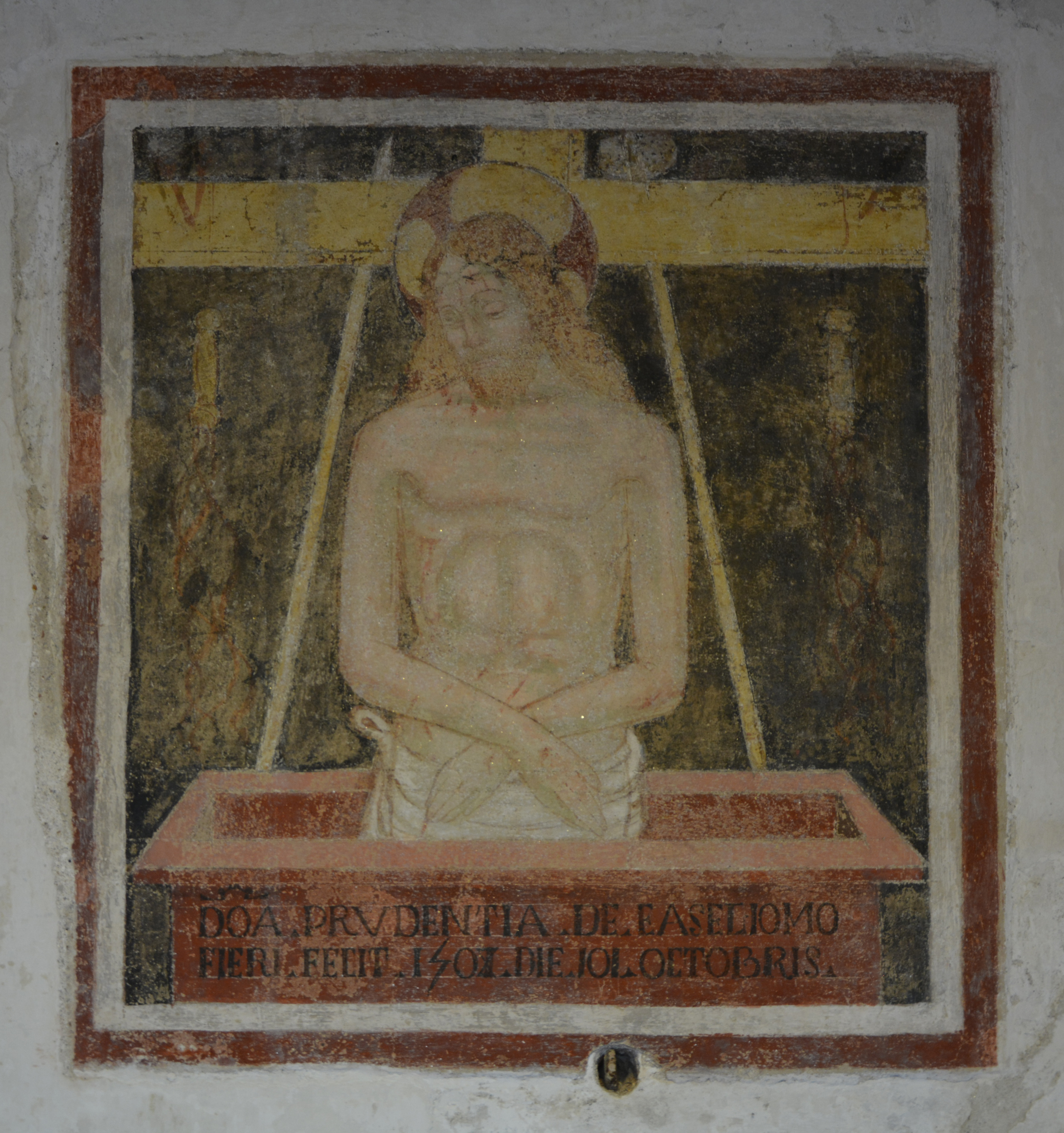
L'affresco del Christus passus.

Un altro affresco presente nel chiostro è il Christus passus, voluto da suor Prudenza Castiglioni e realizzato dopo il 1501. Il dipinto, di forma quadrangolare e di piccole dimensioni, raffigura Gesù con il capo chino e lo sguardo sofferente: il busto è spoglio e sono visibili le stigmate sulle mani e sul costato; sul capo è presente la corona di spine. Gesù emerge dal sepolcro e alle sue spalle è visibile il braccio orizzontale della Vera Croce a cui sono appoggiati la Lancia di Longino e il bastone con la spugna imbevuta d'aceto. Ai lati si trovano due fruste usate durante la flagellazione.

### La stanza della musica
Situata al primo piano, nell'angolo sudoccidentale del chiostro, la stanza della musica fu voluta dalla badessa Antonia Castiglioni, che la utilizzava come stanza privata. La decorazione pittorica, per via dello stile utilizzato, è probabilmente successiva, e sarebbe stata commissionata dalla badessa Alessandra Bossi, che ricoprì tale carica dal 1580. La sommità delle pareti è affrescata con un fregio, a contatto con le travi del soffitto, suddiviso in dodici riquadri (tre per ogni parete). Questi riquadri rettangolari presentano, in prossimità degli angoli della stanza, dei putti alle prese con animali esotici o affascinati da alcuni strumenti musicali e suppellettili del mondo antico. I quattro riquadri centrali presentano invece scene diverse: due sono scene sacre, con San Gerolamo nel deserto e lo sposalizio mistico di Santa Caterina d'Alessandria, mentre le altre due raffigurano, rispettivamente, un viandante che cammina in mezzo alle montagne e un paesaggio con un lupo che ulula con una città in lontananza (probabilmente Cairate con il suo monastero visto dalla Valle Olona). I vari riquadri sono separati l'uno dall'altro da un sottile inserto in finto marmo dipinto o da una nicchia affrescata con all'interno una statua dorata dipinta raffigurante eroine ebree e pagane. La parte bassa delle pareti è dipinta a simulare il marmo e presenta tre grandi riquadri con al centro una decorazione a motivi floreali.

### La stanza dei fiori
Al primo piano dell'ala che dal chiostro si sviluppa verso nord, sede comunale di Cairate, si trova la cosiddetta "stanza dei fiori", una sala affrescata che probabilmente fungeva da parlatorio riservato alla badessa del monastero. La decorazione pittorica, realizzata prima del 1470, delle pareti si sviluppa su più fasce: la parte inferiore è caratterizzata da uno zoccolo decorato a finto marmo costituito da formelle policrome dove sono raffigurati il ritratto di un orante (probabilmente il finanziatore dell'affresco) e una sirena bicaudata. La fascia centrale della parete presenta uno sfondo bianco in cui si inseriscono raffigurazioni di fiori e pianticelle: i fusti delle piante sono avvolti da cartigli che riportano scritte in latino, oggi scarsamente leggibili. La parte superiore è invece caratterizzata da diversi motivi ornamentali: una fascia decorata con archetti dorati cui si addossa superioremente una fascia più alta che presenta un'alternanza di riquadri bianchi e nastri colorati, anch'essa sormontata da un'ultima fascia sottile con motivo decorativo stilizzato.

### Le opere scultoree

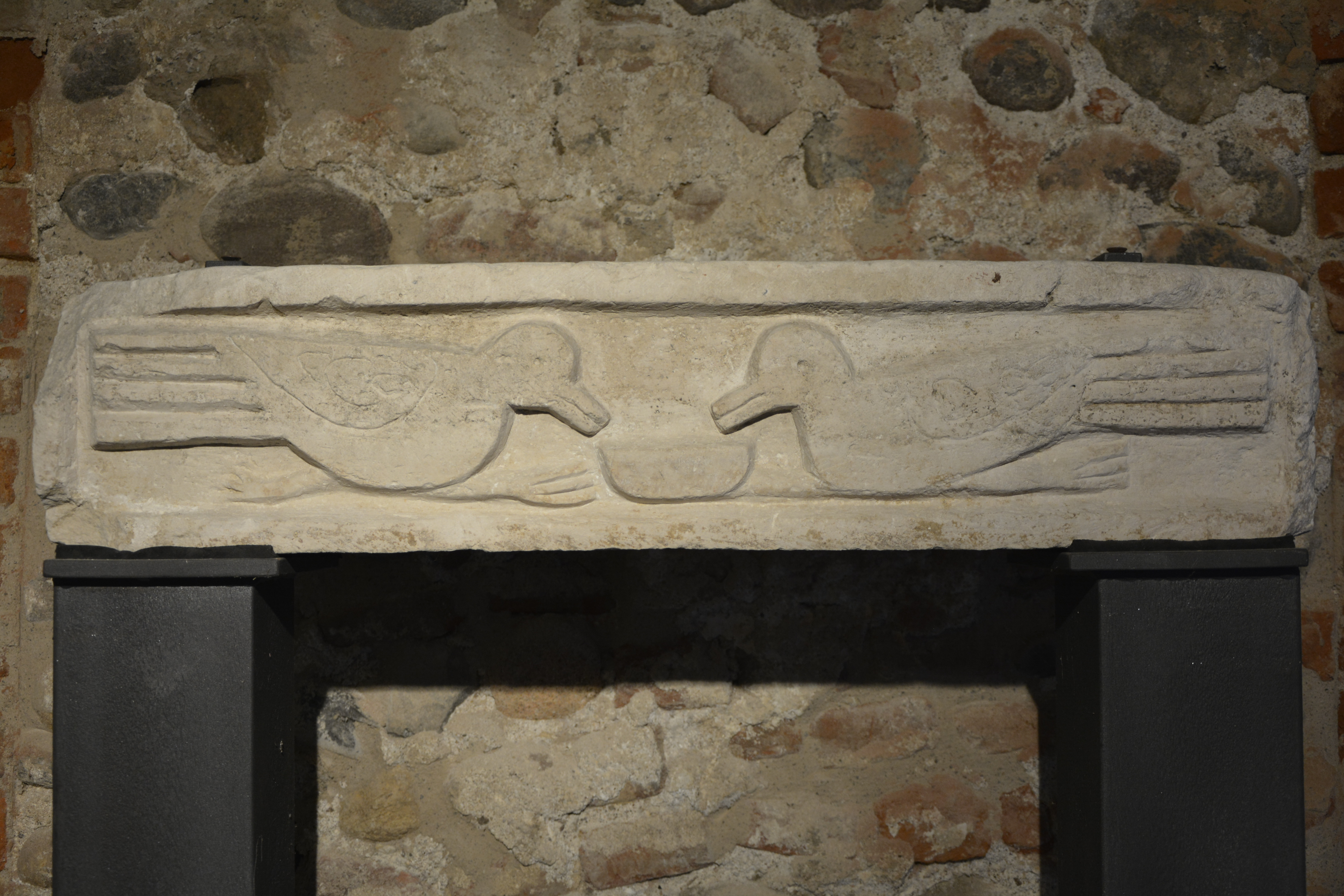
La cornice con le colombe che si abbeverano.

Erano numerose le opere scultoree presenti all'interno del complesso monastico. I pezzi riferibili alla fase romanica della chiesa monastica sono sculture con funzione architettonica e liturgica. Si tratta infatti di opere quali una chiave d'arco a testa barbuta, oggi conservata presso il Museo della Società storica Gallaratese per gli Studi Patri di Gallarate, alcuni capitelli (due dei quali conservati presso il museo d'arte antica del castello Sforzesco di Milano), alcune figure femminili conservate nella Pinacoteca Ambrosiana e una cornice con colombe che si abbeverano, ancora presente nel monastero. Si trovavano poi il leone di San Marco, esposto a Gallarate, e il bue di San Luca, conservato a Milano, mentre non sono stati ritrovati i rilievi raffiguranti l'aquila di San Giovanni e l'angelo di San Matteo: probabilmente le quattro figure costituivano le decorazioni di un pulpito.

## Il museo
Oggi il monastero di Cairate ospita un museo che accoglie i reperti rinvenuti nell'area circostante, oltre agli affreschi preservati fino ai giorni nostri. L'allestimento museale è costruito su tre differenti percorsi in quattordici sale all'interno dell'area del chiostro rinascimentale, che hanno le seguenti denominazioni: "Prima del monastero, età romana e tardo antica", "Il monastero altomedievale, età longobarda" e "Il monastero dal Romanico al Rinascimento". Esiste poi un quarto percorso, su prenotazione, all'interno dell'area di San Pancrazio (sede comunale) relativo alla "Stanza dei fiori" (XV secolo) e alle mura di recinzione medievali del complesso monastico, all'impianto per la fusione di una campana bassomedievale e ai resti di una cisterna romana e di una ghiacciaia medievale. Sono inoltre presenti altre sale destinate a ospitare esposizioni temporanee.

### Percorso 1: prima del monastero, età romana e tardo antica
In questo percorso è illustrata la storia degli scavi archeologici eseguiti nel tempo nell'area del complesso monastico, a cui segue, nella seconda sala, l'illustrazione dello sviluppo dell'area in età romana; nel chiostro sono inoltre esposte alcune iscrizioni funerarie romane e parti di colonne con decorazioni floreali. Sempre nella seconda sala si trova la storia della fattoria romana e della sua ristrutturazione tardo antica. Proseguendo nella terza sala, viene descritto l'impianto del sepolcreto e degli edifici funerari. Qui sono esposti alcuni reperti provenienti dai corredi delle tombe: si trovano vasellame in ceramica e oggetti in metallo, chiodini per calzature, due monete del tardo V secolo, una fibbia per cintura, una anello e tre punte di freccia. Completano l'allestimento della terza sala i pannelli relativi alla cristianizzazione del territorio. Da qui, percorrendo il lato meridionale del chiostro, si accede alla sala VI, dove si trovano i resti dell'abside della chiesa tardo antica e delle precedenti strutture romane, lasciandosi alle spalle la sala che accoglie il cosiddetto sarcofago di Manigunda.

#### Il sarcofago di Manigunda
Nella quinta sala del museo è esposto un sarcofago attribuito, secondo la tradizione popolare, a Manigunda, ipotetica fondatrice del complesso monastico. Nel XV secolo furono rinvenuti nel monastero alcuni resti scheletrici, descritti in dettaglio da Tristano Calco: queste ossa erano conservate in un sarcofago e coperte da una veste dorata, con una cintura e fibule d'oro. Era probabilmente una sepoltura medievale che riutilizzava un sarcofago romano.
La cassa è realizzata in granodiorite proveniente dalla Val Masino, scavato a formare una vasca quadrangolare con un lato corto arrotondato, dove è posto un rialzo che forma una sorta di cuscino per la testa del defunto. All'esterno della cassa sono presenti degli incassi che avevano la funzione di accogliere grappe per fissare il coperchio del sarcofago. Si trova anche un foro passante in prossimità di uno degli angoli inferiori, che fu realizzato in epoca più tarda quando il sarcofago fu riutilizzato come vasca nel cortile del monastero.
Anche se realizzato in materiale non pregiato, i sarcofagi ottenuti dalla lavorazione della pietra locale avevano un certo costo ed è quindi ipotizzabile che questa cassa fosse stata realizzata per accogliere la salma di un personaggio di rango elevato, ipotesi rafforzata dalla precisione della sua realizzazione.

### Percorso 2: il monastero altomedievale, età longobarda

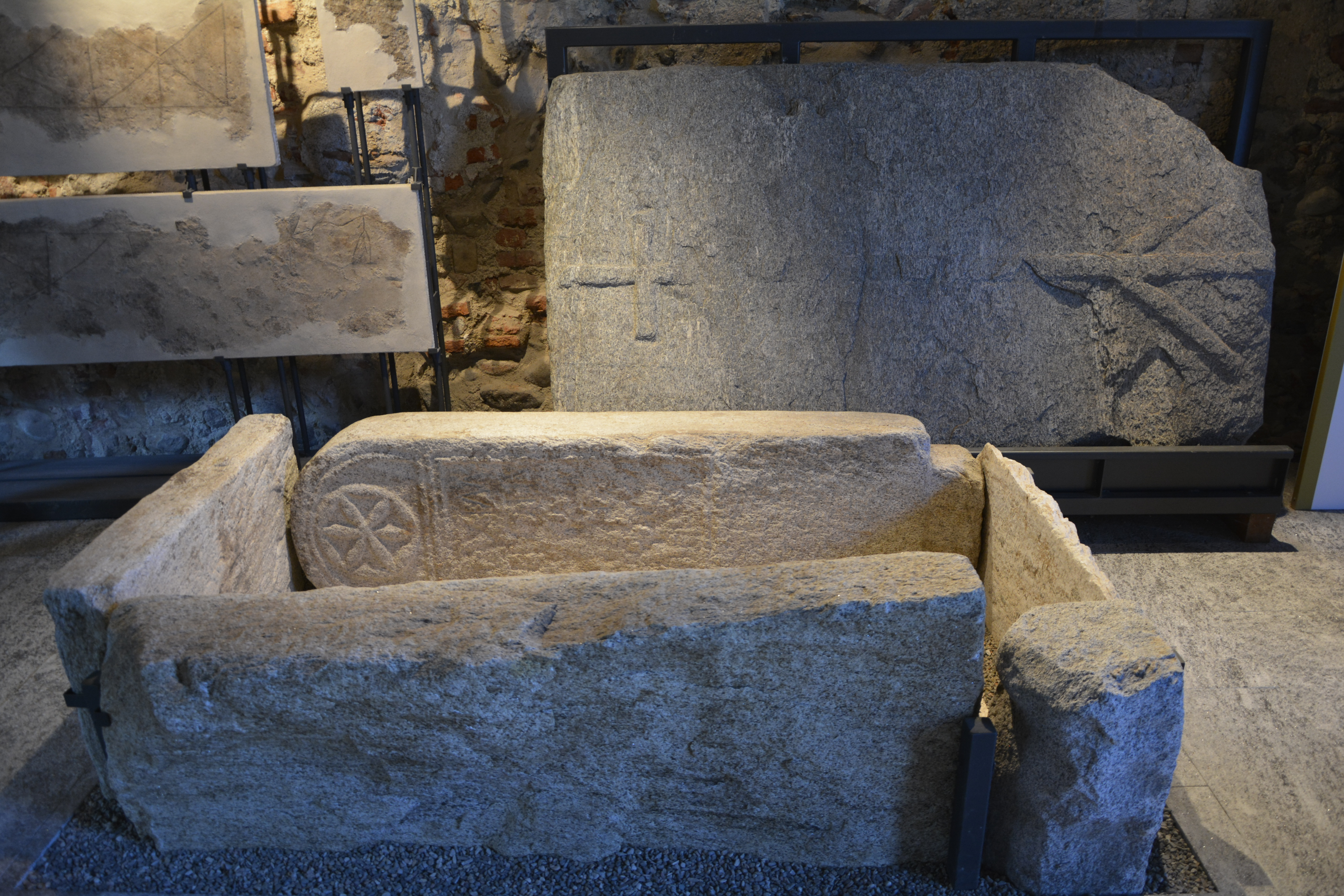
La tomba in pietra con copertura crucifera.

Il secondo percorso parte dalla terza sala dove viene illustrato lo sviluppo dell'area del monastero, e in particolare dell'area sepolcrale, in età longobarda e vine mostrata una panoramica dell'area del Seprio in quel periodo storico. Proseguendo nell'adiacente sala VII si incontrano le sepolture privilegiate: sono qui esposte una tomba a vasca internamente dipinta con pitture databili tra il VI e il VII secolo, una tomba in laterizi del VII secolo (entrambe conservate alla quota di rinvenimento) e una tomba con copertura crucifera del VII secolo, qui ricostruita. Tornando alla sala III vengono illustrati il primo nucleo monastico e l'oratorio funerario.

### Percorso 3: il monastero dal Romanico al Rinascimento
Il terzo percorso ha inizio nella sala VIII, posta in fondo al porticato meridionale del chiostro. Qui sono illustrate le decorazioni scultoree del XI-XII secolo: alcuni esemplari sono esposti in questa sala, mentre altri si trovano al museo della Società storica Gallaratese per gli Studi Patri di Gallarate e, a Milano, nella pinacoteca Ambrosiana e al museo d'arte antica del Castello Sforzesco. Proseguendo nella sala X si incontra una descrizione della stratigrafia degli alzati e le tecniche e le decorazioni murarie nel monastero romanico. Salendo al piano superiore di accede alla sala XII, dove viene raccontata la vita nel monastero e, proseguendo nella sala XV nuovamente al piano terra, si arriva alla storia della chiesa del monastero tra il Rinascimento e la Controriforma. L'evoluzione della chiesa è descritta nella sala V. Il percorso si conclude nella sala XIV, la cosiddetta "stanza della musica", dedicata alla vita nel monastero rinascimentale.

### Percorso 4: l'area di San Pancrazio
Il quarto percorso è esterno al museo vero e proprio, e si trova al piano terra (oltreché nel giardino) dell'edificio del cosiddetto "cortile di San Pancrazio", oggi sede comunale e accessibile su prenotazione. Qui è possibile osservare gli affreschi della "stanza dei fiori" e, all'esterno, i resti di mura, cisterna romana e ghiacciaia rinascimentale.